# 塩化スカンジウム(III)
塩化スカンジウム(III)(Scandium chloride)は、化学式ScCl3の無機化合物である。白色の高融点を持つイオン性化合物で、潮解性があり、水への溶解度が非常に高い。この塩は、主に研究用途で用いられている。無水物と六水和物(ScCl3・6H2O)の形で市販されている。

## 構造
塩化スカンジウム(III)は、八面体状のスカンジウム中心を持つBiI3モチーフの層状に結晶化する。単量体の塩化スカンジウム(III)は、900Kの蒸気相の中で独占的な種であり、二量体Sc2Cl6は、約8%にしかならない。電子回折スペクトルにより、単量体は平面状であり、また二量体は2つの架橋を持つ塩素原子と四配位のスカンジウム原子を持つことが示された。

## 反応
塩化スカンジウム(III)は水に溶解すると、[Sc(H2O)6]3+イオンとなる。実際、塩化スカンジウム(III)のサンプルは空気に晒されるとこの六水和物となる。六水和物の構造は、trans-[ScCl2(H2O)4]Cl・2H2Oである。より塩基性の弱いリガンドであるテトラヒドロフラン(THF)では、白色結晶のScCl3(THF)3付加物が生成する。このTHF可溶複合体は、有機スカンジウム化合物の合成に用いられる。
塩化スカンジウム(III)はラウリル硫酸塩に変換されるが、これはアルドール反応様のルイス酸-界面活性剤一体型触媒(Lewis acid-surfactant combined catalyst:LASC)として研究の対象となっている。

### 還元
Fischerらは、塩化スカンジウム(III)と他の塩を700-800℃に熱して電気分解し、共晶させることにより、金属スカンジウムを初めて得た。
また、塩化スカンジウム(III)は金属スカンジウムと反応し、ScCl、Sc7Cl10、Sc2Cl3、Sc5Cl8及びSc7Cl12等、スカンジウムの酸化数が3までの様々な塩化物を与える。例えば、塩化セシウムの存在下で、塩化スカンジウム(III)を金属スカンジウムで還元すると、直鎖状のScIICl3-を含むCsScCl3を与える。

## 利用
塩化スカンジウム(III)は、ハライドランプ、光ファイバー、電子セラミック、レーザー等に含まれる。